# Пологівський район (1923—2020)
Поло́гівський райо́н — колишній район у центрі Запорізької області.
Районний центр: Пологи. Населення становить 40 тис. осіб (2017). Площа району — 1340 км². Утворено 7 березня 1923 року. На території району протікають річки Кінська та Гайчул. Місто Пологи розташоване на позначці 184 метрів над рівнем моря та розташоване на лівому березі річки Кінська.

## Географія

### Розташування
Пологівський район розташований у зоні степу, на Азовсько-Придніпровському підвищенні, на північному Сході 3апорізької області. Він межує з п'ятьма районами: на півночі — з Гуляйпільським, на півдні — з Чернігівським, на північному заході — з Оріхівським, на південному заході — з Токмацьким, на сході — з Більмацьким районами.
Займає площу 1,34 тис. км² або 5,2 % площі області, в тому числі сільгоспугідь — 93,8 тис. га.

### Клімат
Клімат району помірно-континентальний посушливий, літо — сухе, зима — м'яка. Середньорічна кількість опадів становить 440— 450 мм. Потік арктичних мас повітря в межі району викликає похолодання навесні і восени. Влітку його вплив не значний. Основна маса вологи приноситься разом з потоком атлантичних повітряних мас. Це буває у весняно-літній період, коли слабішає вплив сибірського антициклону. Значна сухість клімату зумовлена вторгненням сухих мас повітря з північної Африки, Малої Азії. Балканського півострова, зима — м'яка. Загалом клімат сприятливий для вирощування всіх сільськогосподарських культур.

### Рельєф
Територія району має рівнинну поверхню з загальним нахилом з південного сходу на північний захід. На території помітно виділяються
підвищені і понижені ділянки, які відрізняються одна від одної своєю формою, віком і походженням.

### Водні ресурси
Територія району має негусту річкову сітку, яка складається з 10 річок. Ці річки мілководні, часто влітку пересихають. Значення річок невелике. В основному вони використовуються для поливу городів, водопостачання і будівництва ставків. Під ставками зайнято більше тисячі гектарів. Наявні ставки відіграють значну роль у розвитку громадського тваринництва й риборозведення.
Джерелами централізованого водопостачання є 184 артезіанських свердловин. На території Басанської сільської ради здійснюється видобуток столової мінеральної води для промислового розливу.
На території Пологівського району протікають річки: Кінська, Мала Токмачка, Ожерельна, Гайчул, Вербова. Налічується 90 малих, середніх та великих ставків загальною площею 515,58 га, розташованих в селах району.

### Лісові ресурси
Ліси та інші лісовкриті площі в районі становлять 6,4 тис. га, в тому числі держлісгоспу — 3,4 тис. га. З метою збереження первісних ділянок природи рішенням Запорізької обласної ради на території району створено 4 заказники місцевого значення. На території Пологівського району розташовані також рекреаційні ресурси загальною площею 13,2 га.

### Корисні копалини
Тверді корисні копалини представлені розвіданими родовищами каоліну, вогнетривкої глини, формовочних пісків Пологівського родовища, гранітами та пігматитами Кінсько-Роздорівського та Шевченківського родовищ, запасами сировини для виготовлення керамічної цегли, апатитів.
Підвищення південно-східні ділянки. Це окраїни Приазовської височини. В результаті тривалої ерозії її схили згладилися і сформувалися річкові долини, численні балки і рови. Кристалічні породи у вигляді червоних і сірих гранітів виходять на поверхню по схилу рік і балок. Такі оголення є в селах Кінські Роздори, Тарасівка, Вербове і інших.
Територія району багата корисними копалинами. Головні з них — неметалічні. На правому березі Кінської, біля сіл Кінські Роздори, Чапаєвка, Пологи залягають великою товщиною каолінові глини, які видобуваються відкритим способом. Крім того, є значні запаси вогнетривких глин, високоякісних пісків, є гончарні глини, граніт і пісковики.
Корисні копалини за своїм значенням поділяються на корисні копалини загальнодержавного та місцевого значення.
ЗАТ "Гірничодобувна компанія «Мінерал» є одним з найпотужніших гірничодобувних підприємств Запорізької області та й України в цілому по добуванню гірничої маси. Основним споживачем добувної сировини ЗАТ "Гірничодобувна компанія «Мінерал» є вогнетривкі заводи України. Продукція підприємства користується попитом і за кордоном.
ЗАТ "Гірничодобувна компанія «Мінерал» експлуатує Пологівське родовище вогнетривких глин та каоліну (ці корисні копалини відносяться до копалин загальнодержавного значення). Родовище розробляється двома кар'єрами: Західним і Центральним. Проектна потужність кар'єру по корисним копалинам (каолін та вогнетривка глина) становить 1100 тис. тонн на рік.
Видобуванням каменю будівельного займаються підприємства:
- ЗАТ «Пологівський агрошляхбуд» (Кінсько-Роздорівський кар'єр), проектна річна потужність якого становить 75 тис. м²;
- Пологівське районне дорожнє ремонтно-будівельне підприємство (Шевченківський кар'єр), проектна річна потужність якого становить 70 тис. м².

Видобуванням цегляно-черепичної сировини на території Пологівського району займаються:
- колишній власник ВАТ «Пологівський Агробуд» (Басанське родовище), на сьогодні ТОВ «Югкераміка» — видобуває пісок та суглинок. Проектна річна потужність становить 20,0 тис. м².;
- ВАТ "Пологівський хімічний завод «Коагулянт» (Чапаєвське родовище) — підприємство видобуває каолін первинний, пісок, суглинок.

Проектна річна потужність становить 36,0 тис. м².

### Ландшафти
За фізико-географічним районуванням Запорізької області, район лежить у межах Дніпровсько-Кінського і Середногайчурсько-Кашлагацького фізико-географічних районів Кінсько-Ялинської низовинної області та Чернігівсько-Розівського району Приазовської височинної області Лівобережно-Дніпровсько-Приазовського північно-степового краю Північно-степової підзони Степової зони.

### Природно-заповідний фонд
До природно-заповідного фонду Пологівського району входить 5 об'єктів ПЗФ місцевого (обласного) значення, у тому числі 4 заказники і 1 пам'ятка природи. Відсоток заповідності складає 0,04.

## Історія
Пологівський район Запорізької області утворений 7 березня 1923 року згідно з постановою Всеукраїнського Центрального Виконавчого Комітету. 23 березня 1923 року було утворено Пологівський районний виконавчий комітет. Адміністративним центром району стало місто Пологи.
Історія Пологівського краю починалася ще в 1770 році, коли за наказом імператриці Катерини ІІ на території сучасного Пологівського району почалося будівництво Кирилівської фортеці, яка була центральною в Дніпровській лінії укріплень.
Першими поселенцями на території нинішнього району були відставні солдати з родинами, які наглядали за будівництвом фортеці. Перші села краю заснувалися переселенцями з Київської, Полтавської, Чернігівської губерній. Одне за одним виникали нові населені пункти: с. Кінські Роздори — 1771 р., с. Гончарила — Воскресенка — 1775 р., с. Федорівка — 1779 р., с. Басань — 1790 р., с. Решетилівське — 1790 р., с. Вербове — 1790 р., с. Новогригорівка — 1795 р., слобода Нові Пологи — 1795 р., с. Семенівка — 1799 р. В 1887 році як грабарський пункт виникло селище Пологи.
У 1904 році станція Пологи стала важливим залізничним вузлом, було відкрито рух поїздів за маршрутом Катеринослав — Бердянськ, Олександрів — Волноваха. Пологівці брали участь в революційних подіях 1905 року, на залізничній станції та майже в кожному населеному пункті виникали соціал-демократичні гуртки, проходили страйки. Протягом 1917—1920 років по району прокотилися хвилі громадянської війни. У 1922 році в Новофедорівці організовується одне з перших в УСРР колективних господарств — комуна «Авангард», яка стала одним із передових колективних господарств республіки. Одночасно з реформуванням району розвивалося і його народне господарство, створювалися сільгоспартілі, розвивалась промисловість району. У 1924 році геологами Харківського тресту «Союзкаолін» проводиться розвідка покладів каоліну на території району. Спочатку їх запаси були визнані у 7 млн тонн, пізніше, у 1971 році — в обсязі 17,7 млн тонн. І вже у 1926 році запрацювала копальна біля хутора Янцево, тут почали видобувати каолін і вогнетривку глину підземним способом. На промислову основу Приазовське рудоуправління перейшло у 1929 році, коли видобуток проводився відкритим способом.
У 1928 році Пологи стали селищем міського типу і водночас були перейменовані в Чубарівку на честь видатного земляка Власа Яковича Чубаря, який протягом 30 років займав високі посади в українському уряді.
У 1929 р. розпочинає свою діяльність Магедівський хлібоприймальний пункт, працює Новокарлівська паперова фабрика, заснована ще в 1913 році. У селищі Пологи діяв цегельний завод, депо, 2 млини, олійниці. Створюється машинно-тракторна станція, яка вже в перший рік свого існування мала 24 трактори, 5 автомашин, 6 молотарок.
У 30-ті роки було вжито заходів щодо ліквідації безграмотності і не писемності серед населення. З цією метою у районі при школах, організаціях і підприємствах створюються спеціальні курси. У селищі діяло дві семирічні та три початкові школи, в яких працювало 48 педагогів та навчались 820 учнів. З 1931 року почало діяти ремісниче училище (в подальшому СПТУ — 13), в якому готували кадри для роботи на залізниці. Центром культурного життя були клуб залізничників, клуб колективіста на 300 місць, народний будинок культури з залом для глядачів на 600 місць. Районна бібліотека володіла 12-тисячним книжковим фондом і обслуговувала за рік близько 2,5 тисячі читачів. Про здоров'я населення піклувалася залізнична лікарня на 50 ліжок, дитяча консультація, діяв ветеринарний пункт.
Постановою Всеукраїнського центрального виконавчого комітету від 7 березня 1923 року було утворено Пологський район.
У жовтні 1928 року виселок Пологи віднесено до категорії селищ міського типу та перейменоване в Чубарівку (на честь земляка, першого голови українського уряду Власа Яковича Чубаря).
У жовтні 1933 року до Чубарівського району було приєднано с. Новокарлівку (Новокарлівська сільська рада), яка на той час входила до Оріхівського району.
20 травня 1933 року центр Чубарівського району перенесено до с. Гуляйполе, та вже 17 лютого 1935 року знову повернуто до Чубарівки.
У грудні 1938 року селище міського типу Чубарівка віднесено до категорії міст районного підпорядкування і водночас йому було повернуто стару назву — Пологи (Пологський район).
У січні 1963 року с. Новогригорівка (з 10.11.1963 с. Григорівка) Чернігівського району приєднане до Семенівської сільської ради Пологського району.
З 8 грудня 1966 року Пологський район перейменовано на Пологівський район.

## Адміністративний устрій
Адміністративно-територіально район поділяється на 1 міську раду, 10 сільських рад та одну громаду, які об'єднують 38 населених пунктів та підпорядковані Пологівській районній раді. Адміністративний центр — місто Пологи. Працює 273 депутати, із них 230 депутатів міської та сільських рад, 39 депутатів районної ради та 4 обласної ради.

## Економіка
Трудові ресурси району нараховують 25,4 тис. осіб, зайнятих в промисловості, сільському господарстві та сфері культури, освіти та управління.
У районі у сфері сільського господарства зареєстровано 141 і працює 124 фермерських господарств, 11 приватних підприємств, 28 товариств, 1 державне підприємство
Промисловий потенціал району складають підприємства харчової, хімічної та металургійної промисловості.
- ПАТ «Пологівський олійноекстракційний завод»
- ВАТ "Пологівський хімічний завод «Коагулянт»
- ТОВ «Дніпрокераміка»
- ЗАТ "Гірничодобувна компанія «Мінерал»
- ВАТ «Пологівський Агробуд»
- ТОВ «Пологівський Комбікормовий Завод»
- ТОВ «Сонячне Насіння»
- ВАТ «Пологівський Агротехсервіс»
- ЗАТ «Союз Харчпром»
- ВАТ «Магедовське Хлібоприймальне Підприємство»
- ТОВ Агрофірма «Роздорівська»
- ВАТ «Пологівський Молокозавод»
- ТОВ «Надра Приазов'я»
- ТОВ Агрофірма «Зернопол»
- ПрАТ «Пологівський комбінат хлібопродуктів»

## Транспорт

### Автотранспорт
На території Пологівського району усі населені пункти мають під'їзні дороги з твердим покриттям. Протяжність автомобільних доріг з твердим покриттям по району — 366,4 км (територіальні — 121,3 км, районні — 153,8 км, сільські — 91,3 км). Щільність дорожньо-транспортних мереж району становить 0,33 %.

### Залізничний транспорт
Місто Пологи — великий залізничний вузол. Здійснюються вантажні та пасажирські перевезення залізницею в напрямках: Пологи-Чаплине, Пологи-Бердянськ, Пологи — Запоріжжя локомотивним депо. Це підприємство — структурний підрозділ Придніпровської залізниці — одне з найкрупніших підприємств, представлене 43 локомотивами.
Дистанція сигналізації та зв'язку за допомогою технічних засобів СЦБ та зв'язку забезпечує безпечний рух поїздів, службовий та спеціальний зв'язок. Експлуатаційна довжина дистанції — 421 км. Вагонне депо надає послуги з деповського та капітального ремонту
рухомого складу промисловим підприємствам. Дистанція колії утримує та ремонтує верхні споруди залізничних колій дільниць, закріплених за нею. Розгорнена довжина головних колій — 206 км.
На території Пологівського району немає аеропортів, авіакомпаній (у тому числі тих, що надають послуги господарського призначення), а також річкового та морського портів, тому річковий та морський транспорт не використовується.

## Політика
25 травня 2014 року відбулися Президентські вибори України. У межах Пологівського району було створено 35 виборчих дільниць. Явка на виборах складала — 50,96 % (проголосували 17 060 із 33 480 виборців). Найбільшу кількість голосів отримав Петро Порошенко — 37,84 % (6 456 виборців); Юлія Тимошенко — 13,66 % (2 331 виборців), Сергій Тігіпко — 9,79 % (1 670 виборців), Олег Ляшко — 9,03 % (1 540 виборців), Анатолій Гриценко — 7,41 % (1 264 виборців). Решта кандидатів набрали меншу кількість голосів. Кількість недійсних або зіпсованих бюлетенів — 2,56 %.

## Населення
Розподіл населення за віком та статтю (2001):
| Стать | Всього | До 15 років | 15-24 | 25-44 | 45-64 | 65-85 | Понад 85 |
| --- | ------ | ----------- | ----- | ----- | ----- | ----- | -------- |
| Чоловіки | 21 960 | 4404        | 3038  | 6467  | 5376  | 2576  | 99       |
| Жінки | 26 082 | 4254        | 2959  | 6754  | 6467  | 5104  | 544      |
| \| Статево-вікова піраміда \| Статево-вікова піраміда \| Статево-вікова піраміда \| \| ----------------------- \| ----------------------- \| ----------------------- \| \| Чоловіки \| Вік \| Жінки \| \| 99 \| 85 + \| 544 \| \| 123 \| 80-84 \| 560 \| \| 548 \| 75-79 \| 1338 \| \| 1053 \| 70-74 \| 1931 \| \| 852 \| 65-69 \| 1275 \| \| 1619 \| 60-64 \| 2259 \| \| 766 \| 55-59 \| 1036 \| \| 1304 \| 50-54 \| 1474 \| \| 1687 \| 45-49 \| 1698 \| \| 1892 \| 40-44 \| 1956 \| \| 1670 \| 35-39 \| 1724 \| \| 1426 \| 30-34 \| 1523 \| \| 1479 \| 25-29 \| 1551 \| \| 1389 \| 20-24 \| 1399 \| \| 1649 \| 15-20 \| 1560 \| \| 1938 \| 10-14 \| 1878 \| \| 1387 \| 5-9 \| 1370 \| \| 1079 \| 0-4 \| 1006 \| |        |             |       |       |       |       |          |
| Статево-вікова піраміда |        |             |       |       |       |       |          |
| Чоловіки | Вік    | Жінки       |       |       |       |       |          |
| 99 | 85 +   | 544         |       |       |       |       |          |
| 123 | 80-84  | 560         |       |       |       |       |          |
| 548 | 75-79  | 1338        |       |       |       |       |          |
| 1053 | 70-74  | 1931        |       |       |       |       |          |
| 852 | 65-69  | 1275        |       |       |       |       |          |
| 1619 | 60-64  | 2259        |       |       |       |       |          |
| 766 | 55-59  | 1036        |       |       |       |       |          |
| 1304 | 50-54  | 1474        |       |       |       |       |          |
| 1687 | 45-49  | 1698        |       |       |       |       |          |
| 1892 | 40-44  | 1956        |       |       |       |       |          |
| 1670 | 35-39  | 1724        |       |       |       |       |          |
| 1426 | 30-34  | 1523        |       |       |       |       |          |
| 1479 | 25-29  | 1551        |       |       |       |       |          |
| 1389 | 20-24  | 1399        |       |       |       |       |          |
| 1649 | 15-20  | 1560        |       |       |       |       |          |
| 1938 | 10-14  | 1878        |       |       |       |       |          |
| 1387 | 5-9    | 1370        |       |       |       |       |          |
| 1079 | 0-4    | 1006        |       |       |       |       |          |

Чисельність населення (наявного) станом на 01.12.2009 — 43,032 тис. осіб:
- — міське населення — 20,338 тис. чол.
- — сільське населення — 22,694 тис. чол.

Чисельність населення (на 01.01.2003 р.) — 48 тис. осіб. Кількість міського населення — 22,2 тис. осіб. Сільського населення — 25,8 тис. осіб. Трудові ресурси — 25,4 тис. осіб. Щільність населення — 37 осіб на км². На території району проживають представники 53 національностей і народностей.
Населення становить 41 346 осіб (на 1 жовтня 2013).

## Освіта
У 2009 році стабільно працювало 23 школи: І ступенів — 1 школа, І-ІІ ступенів — 3 школи, І-ІІІ ступенів — 19 шкіл. В районі функціонують 14 дошкільних закладів, із них в місті — 6, в сільській місцевості — 8. Виховується 970 дітей. Контингент учнів шкіл становить 4878 чол.
В районі функціонує два професійно-технічних училища: Державний навчальний заклад «Чубарівський професійний аграрний ліцей» та Пологівське професійно-технічне училище № 30.

## Персоналії
- Авдієнко Михайло Оверкович — член Української Центральної Ради.